# Pável Pustovói
Pável Mijáilovich Pustovói (en ruso: Павел Михайлович Пустовой) o Pável Mijáilavich Pustavý (en bielorruso: Павел Міхайлавіч Пуставы) es un diplomático bielorruso. Nació el 22 de julio de 1964 en la región de Donetsk. Entre 2019 y 2020 fue embajador en España. Habla español, inglés y alemán, y tiene un hijo.

## Biografía
Se graduó en el Instituto Pedagógico Estatal de Lenguas Extranjeras de Minsk en 1986 y de la Academia Diplomática del Ministerio de Relaciones Exteriores de Rusia en 1990. Entró en el servicio diplomático en 1999 . 
Ocupó diversos cargos en el Ministerio de Relaciones Exteriores, trabajó en la embajada de Bielorrusia en Cuba y fue Encargado de Negocios de la República de Bielorrusia en Canadá (2007-2010).
El 12 de febrero de 2019, fue nombrado Embajador Extraordinario y Plenipotenciario de la República de Bielorrusia en el Reino de España y representante Permanente de Bielorrusia ante la Organización Mundial del Turismo. Fue destituido de su cargo de embajador el 31 de agosto de 2020 tras haber criticado la violencia policial durante las protestas contra el gobierno de Lukashenko.